# Triple J

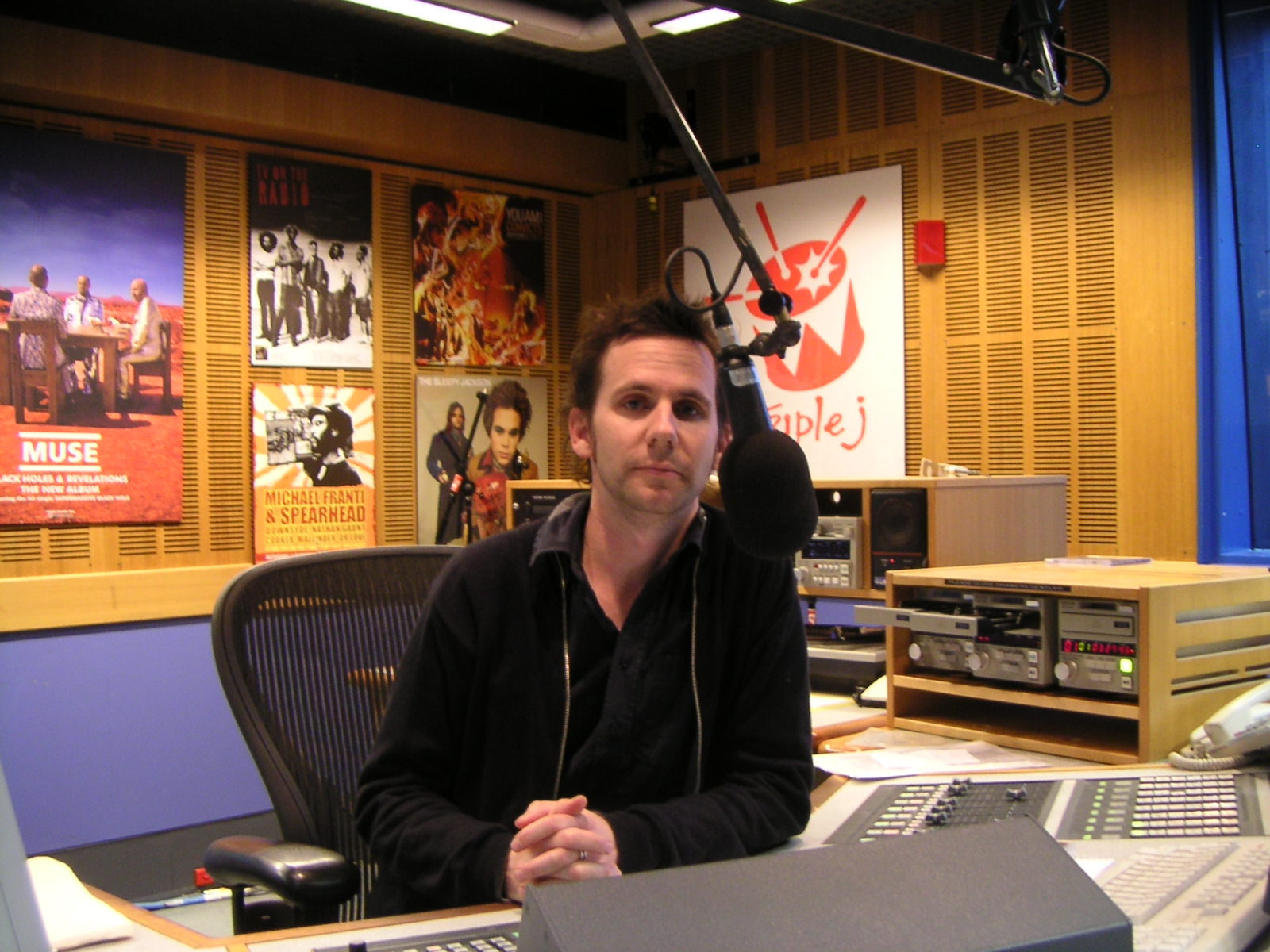
Triple-J-Moderator Robbie Buck (2007)

Triple J (Eigenschreibweise: triple j; Abkürzung teilweise: JJJ) ist ein öffentlich-rechtlicher Hörfunksender, der in den größeren Städten Australiens empfangen werden kann. Er wird von der Australian Broadcasting Corporation (ABC) betrieben.

## Geschichte
Erstmals auf Sendung ging Triple J am 19. Januar 1975 in Sydney. Triple J ist im Gegensatz zu den privaten Sendern für die Hörergruppe der 12- bis 25-Jährigen stärker auf die Ausstrahlung von australischen Künstlern und Live-Auftritten ausgerichtet. Der Sender lässt sich beispielsweise mit dem österreichischen Radiosender FM4 vergleichen.

## TripleJ unearthed
Aus einem Wettbewerb für australische Hobbymusiker, den es seit Mitte der 1990er Jahre gibt, war im Jahr 2011 ein Schwesterkanal hervorgegangen, der seitdem unter dem Namen Triple J unearthed ausschließlich über digitale Verbreitungswege betrieben wird.

## Dig Music/DoubleJ
Im Jahr 2014 wurde der digitale Musikkanal Dig Music, der bereits seit 2002 auf Sendung war, zum Schwesterprogramm von Triple J umgewidmet und in Double J umbenannt. Sendebeginn des neuen Programms war der 30. April 2014. Double J wurde ursprünglich größtenteils im automatisierten Betrieb gefahren. Gesendet werden verschiedene alternative Musikstile australischer Künstler für Hörer im mittleren Lebensalter. Der Anteil der moderierten Sendestrecken wurde im Laufe der Zeit immer mehr ausgedehnt. 